# Ljusteröleden
Ljusteröleden är en allmän färjeled mellan Östanå (vid Roslags-Kulla) och Ljusterö färjeläge vid Småskärsudden på Ljusterö i Stockholms skärgård. 
Färjeleden utgör en del av Länsväg AB 1036 och trafikeras av Trafikverkets färjerederi med vägfärja (cirka 7 minuters restid). Trafiken bedrivs med två bilfärjor, M/S Jupiter och M/S Frida (insatt från 2014). Färjorna tar 60 respektive 50 personbilar per tur.
Till sommaren 2025 beräknas den nya elfärjan Alvaret tas i trafik på traden, Sveriges första elfärja i denna storlek. Färjan drivs med batterier som laddas via landström under lastning och lossning. Alvaret ingår i Trafikverkets Vision 45, där målet är att alla färjor ska vara klimatneutrala år 2045. En systerfärja, Abisko, planeras för Vaxholmsleden.

## Historik

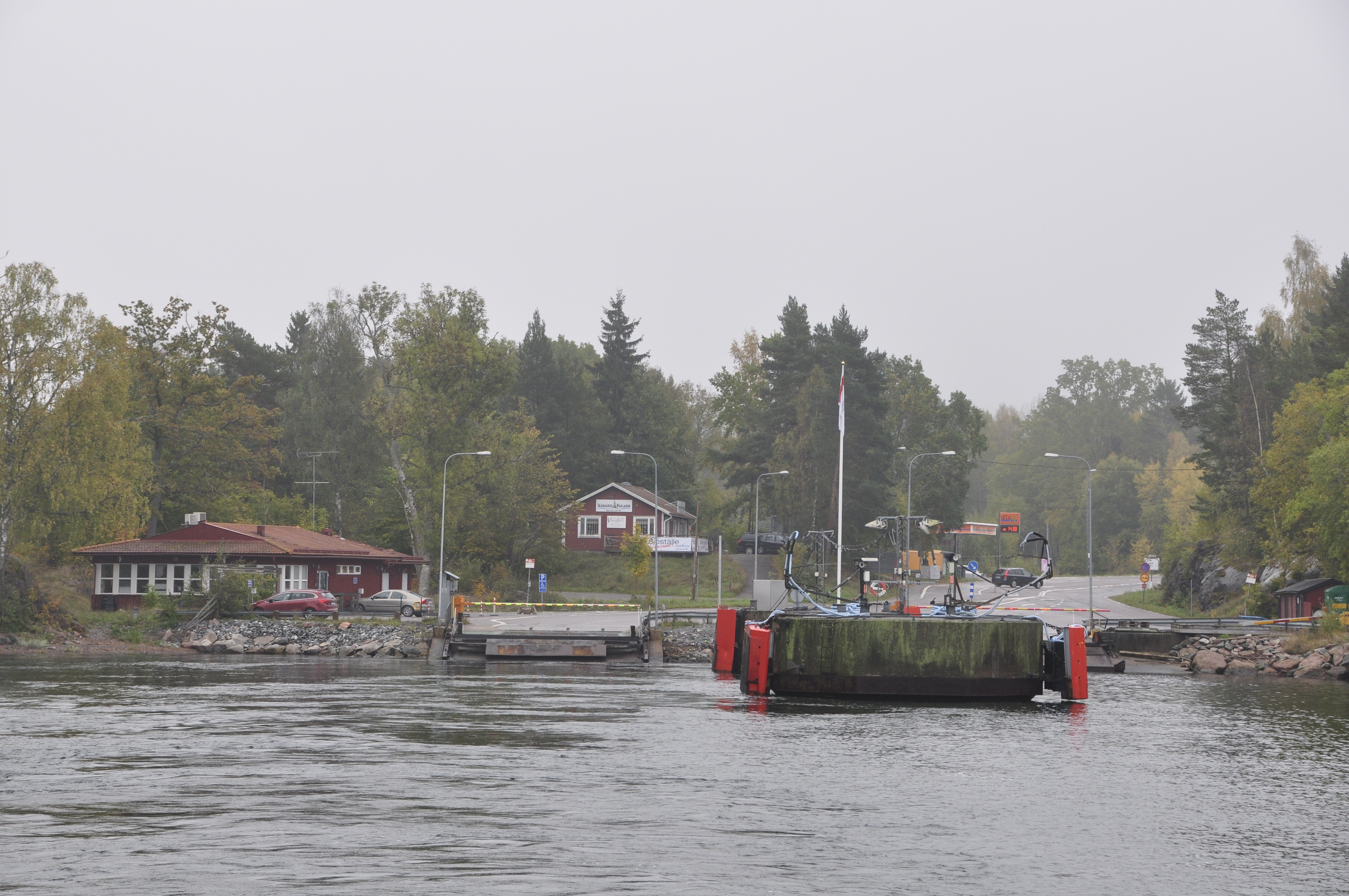
Ljusterö färjeläge vid Småskärsudden 2014

Vaxholmsbolaget, privata skutor och färjor hade länge transporterat fordon över till Ljusterös tre färjelägen mot fastlandet: Mörtsunda, Tranvik, Linanäs och nuvarande läge, Småskärsudden, när Vägverket den 11 november 1955 etablerades nuvarande färjelinje med färjor som kunde bära 22 bilar. 